# Nyaruhengeri
Nyaruhengeri est un village au Rwanda, situé dans la région de la préfecture de Butare.

## Géographie
Nyaruhengeri est situé à environ 140 kilomètres de la capitale Kigali.

## Histoire
Le village est le lieu de naissance de la Première ministre rwandaise Agathe Uwilingiyimana, l'une des premières victimes du génocide rwandais, assassinée avec son mari et sa sécurité, composé de soldats belges de l'ONU.